# Вулиця Ярослава Мудрого (Харків)
Вулиця Яросла́ва Му́дрого — вулиця міста Харкова, розташована в Київському районі. Починається від Сумської вулиці і йде на південний схід до Григорія Сковороди. Перетинається з вулицями Мироносицькою, Чернишевською, Алчевських.

## Історія і назва
У 1880 р. в кінці Великої Німецької вулиці (нині Григорія Сковороди) встановили резервуар для води на 10 тис. відер, пов'язаний з міською водопровідною системою. Місцеві жителі називали його басейном. У 1888 р. міська дума затвердила план забудови ділянки поруч із басейном і пробивки нової Юмовської вулиці (нині Гуданова). На північний захід від Німецької вулиці в 1893 р. почали прокладати Басейний провулок. На початку XX століття вулиця, яка отримала назву Басейної, була забудована до Сумської вулиці.
У 1958 р. Басейній вулиці було присвоєне ім'я Г. І. Петровського, радянського державного і політичного діяча. 20 листопада 2015 р. Харківська міська рада перейменувала вулицю Петровського. Вона отримала ім'я Ярослава Мудрого, Великого князя Київського.

## Будинки

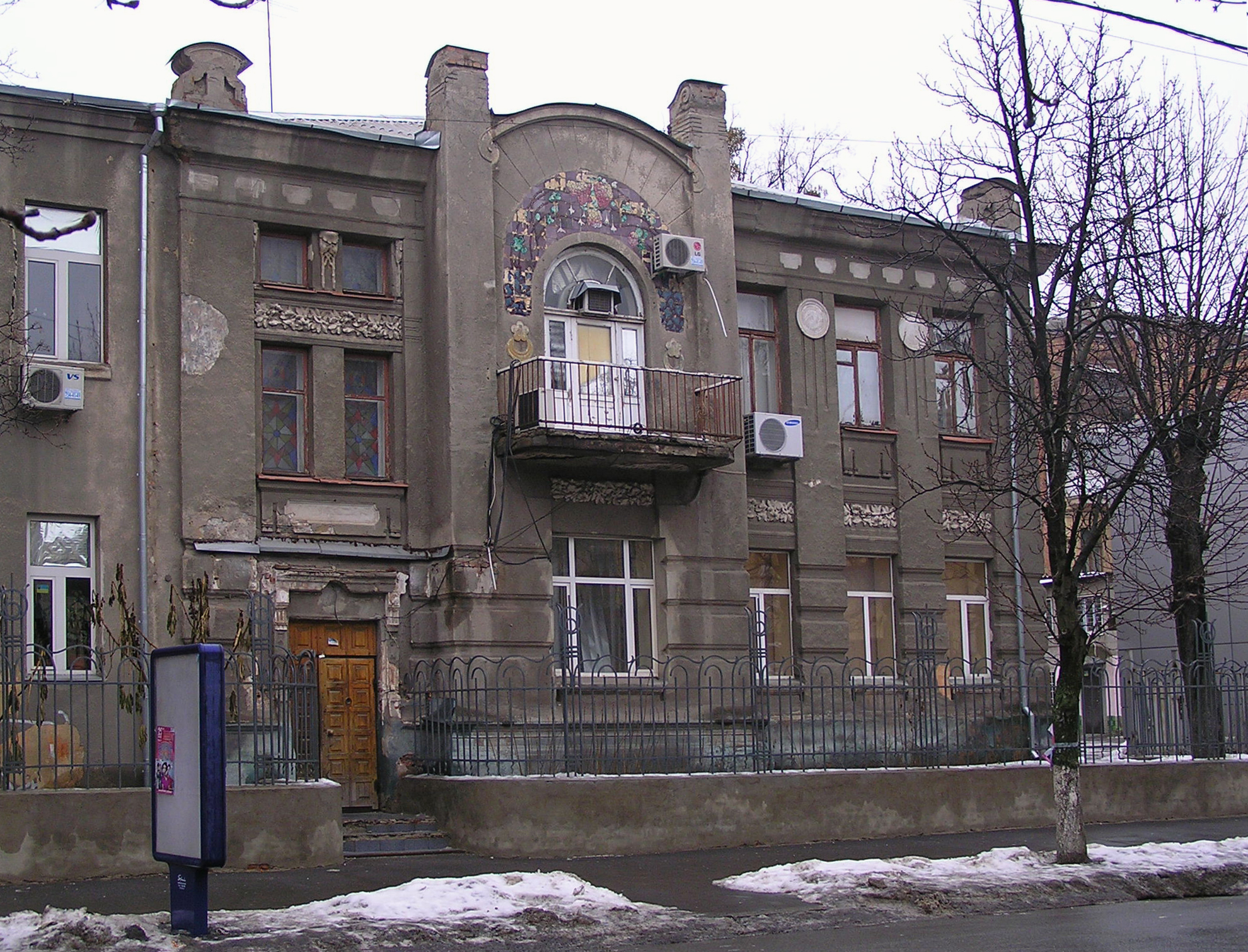
Будинок № 3

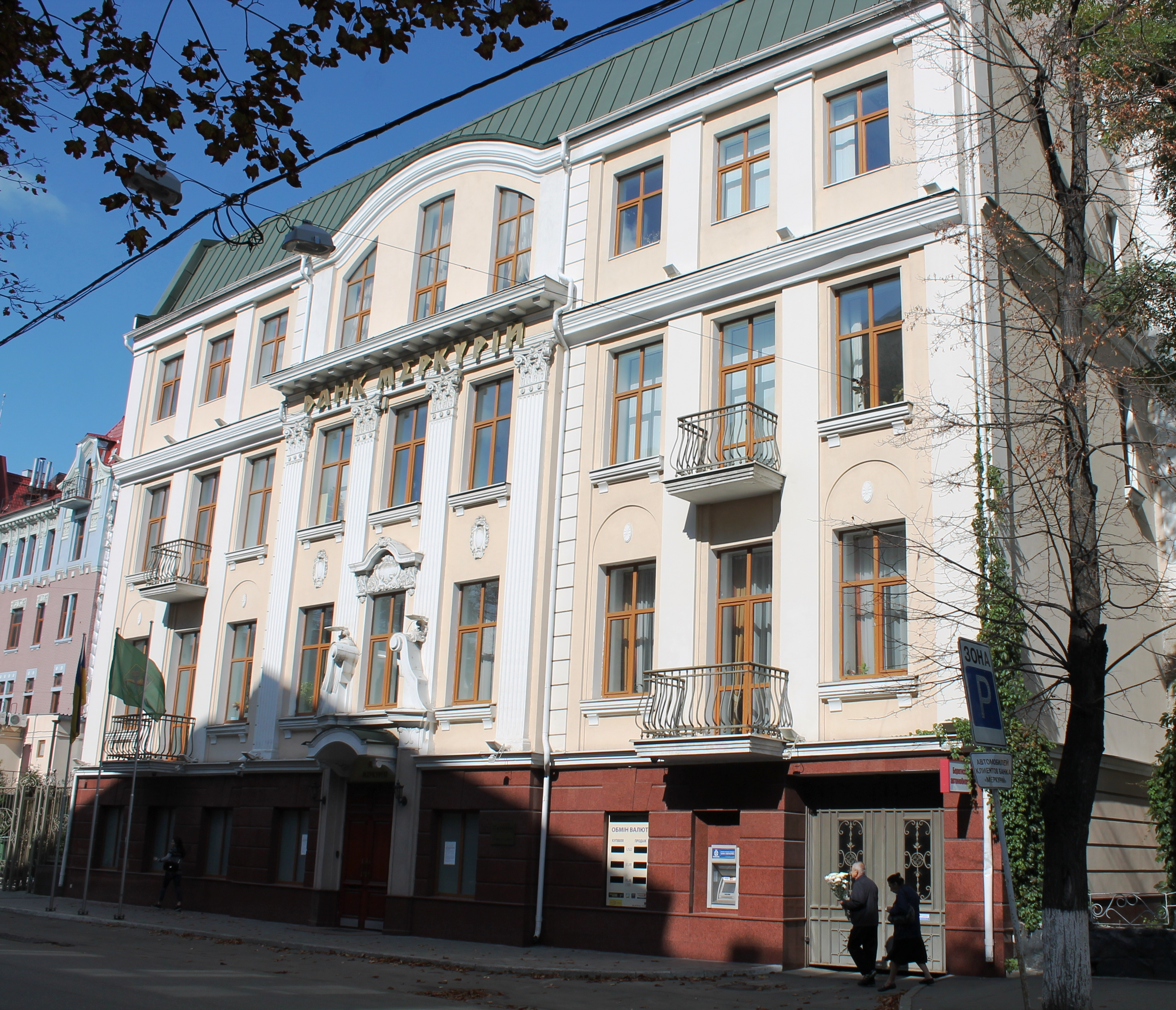
Будинок № 23

- Буд. № 3 — Пам'ятка архітектури Харкова, особняк, 1903 р., арх. І. Г. Санін.
- Буд. № 16 — Головне територіальне управління юстиції в Харківській області.[3]
- Буд. № 17 — Пам. арх., особняк, кін. XIX століття, арх. невідомий.
- Буд. № 18 — Харківський патентно-комп'ютерний коледж.
- Буд. № 23 — Пам. арх., приватна лічниця, 1914 р., арх. О. І. Ржепішевський. Нині будівля банку.
- Буд. № 24 — Пам'ятка історії Харкова. В цьому будинку в 1923—1924 роках жив композитор Ісак Дунаєвський, на честь якого на фасаді встановлено меморіальну дошку.
- Буд. № 25 — Пам. арх., автомобільно-дорожній інститут, побудований у 1930 р., арх. Е. Д. Гамзе, Н. А. Линецька. Нині Харківський національний автомобільно-дорожній університет.
- Буд. № 28 — Харківський музей голокосту та історії євреїв.[4]
- Буд. № 30а — ПуАТ «Харківметробуд».[5]
- Буд. № 33 — Пам. арх., житловий будинок, 1913 р., арх. О. І. Ржепішевський.

## Пам'ятники
- На перехресті з вул. Григорія Сковороди, біля Національного юридичного університету ім. Ярослава Мудрого, в 1999 р. було відкрито пам'ятник Ярославу Мудрому.[6]
- Біля кафе «Ріо» (буд. № 21) у період з 2003 по 2016 р. було відкрито кілька скульптурних пам'ятників літературним персонажам роману І. Ільфа і Є. Петрова «12 стільців» — Бендеру, Еллочці та Кисі Вороб'янінову. Більшість з них авторства Катіба Мамедова. У випадку з останнім пам'ятником поширена прикмета: потерти стільця то на фарт та гроші[7]. В середині вересня 2024 року скульптури Остапу Бендеру, Еллочці Людожерці та Паніковському були демонтовані, оскільки це персонажі роману російських письменників Іллі Ільфа та Євгена Петрова[8].

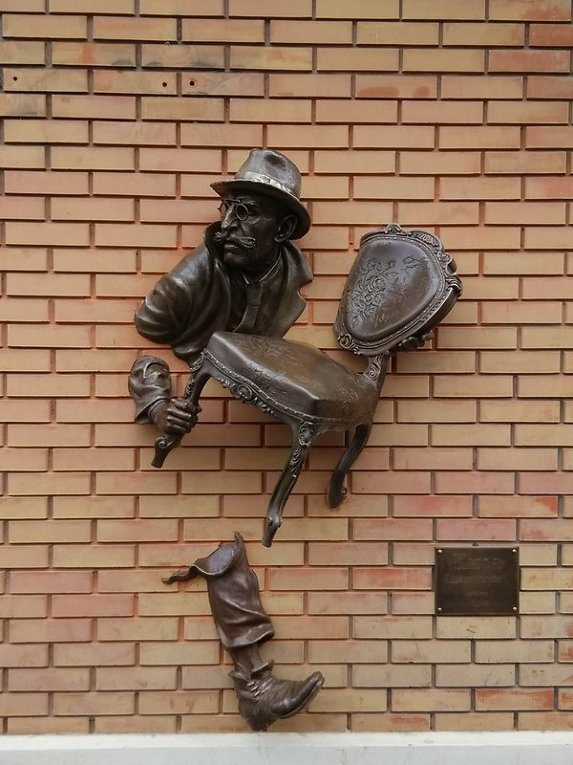
Киса